# رشيد الدين علي بن خليفة
العالم المسلم الطبيب المتصوف أبو الحسن علي بن خليفة بن يونس بن أبي القاسم بن خليفة طبيب مسلم ولد في حلب، لبس خرقة التصوف سنة 615هـ. 

## عمابن أبي أصيبعة
أرخ له الطبيب ابن أبي أصيبعة ابن أخيه صاحب عيون الأنباء في طبقات الأطباء لذا افاض في الحديث عنه وعن ابيه وجده فيقول (اجتمع جدي ب جمال الدين بن أبي الحوافر ب مصر وبأبي الحجاج يوسف وكان قد ترعرع أبي وعمي رشيد الدين وقصد إلى تعليمهما الطب ولما أتقن عمي رحمه اللّه حفظ القرآن عند تقي وعلم الحساب وشرع في تعلم الطب وأول اشتغاله بالعلم أنه كان عند أبو التقي صالح بن أحمد إبراهيم بن الحسن بن سليمان العرشي المقدسي ثم لازم جمال الدين بن أبي الحوافر، وكان في ذلك الوقت رئيس الأطباء ب مصر فقرأ عليه شيئاً من كتب جالينوس الستة عشر، وحفظ منها الكتب الأولية في أسرع وقت. ثم باحث الأطباء ولازم مشاهدة المرضى بالبيمارستان، ومعرفة أمراضهم، وما يصف الأطباء لهم، وكان فيه جماعة من أعيان الأطباء، ثم قرأ في أثناء ذلك علم صناعة الكحل (طب العيون) وباشر أعمالها عند القاضي نفيس الدين الزبير، وكان المتولي للكحل في ذلك الوقت في البيمارستان وكذلك أيضاً باشر معه في البيمارستان أعمال الجراح، وكان الشيخ موفق الدين عبد اللطيف بن يوسف البغدادي يومئذ في القاهرة فعلمه العربية والحكمة وكان يبحث معه في كتب أرسطوطاليس ويناقشه في المواضع المشكلة منها وكان يجتمع أيضاً بسديد الدين، وهو علامة في العلوم ولم يكن لرشيد الدين دأب في سائر أوقاته من صغره إلا النظر في العلوم والاشتغال، وتكميل نفسه بالفضائل، حتى عاد إلى الشام وانتقل إليها، وذلك في سنة 597هجرية.

## اشتغاله بالطب والحكمة والشعر
في العشرين من عمره شرع رشيد الدين في معالجة المرضى والعمل بصناعة الطب وكان في دمشق الشيخ رضي الدين يوسف بن حيدرة الرحبي، الذي سمع برشيد الدين وشاهده ورأى تحصيله وفرح به، وأحضره مجلسه وتباحث معه في صناعة الطب، وباشر المرضى في البيمارستان ب دمشق الذي أنشأه الملك العادل نور الدين زنكي وكان فيه من الأطباء موفق الدين بن الصرف، والشيخ مهذب الدين عبد الرحيم ابن علي.
واشتغل أيضاً بالحكمة عدد من علماء الشام ومن الذين وفدو إلى الشام وكان ب دمشق أيضاً جماعة من أهل الأدب ومعرفة العربية مثل زين الدين بن معطي فلازمه واشتغل عليه، مثل تاج الدين بن حسن الكندي أبي اليمن، فلازمه رشيد الدين وتلعمه منه العربية، وأتقن هذه العلوم وصار شيخاً يقتدى به في صناعة الطب، يدرس على يديه وله من العمر دون الخمس وعشرين سنة وكان أيضاً يشعر ويترسل، وكان يتكلم بالفارسية ويعرف تصاريف لغة الفرس وينظم شعراً بالفارسي، وكان أيضا يتكلمالتركية، وينظم شعراً جيداً وله ديوان مشهور.
ولم يكن في زمانه من يعرف الموسيقى والعزف بالعود مثله ولا أطيب صوتاً منه حتى أنه شوهد من تأثر الأنفس عند سماعه مثل ما يحكى عن أبي نصر الفارابي

## من كتبه ومقالاته
- كتاب الموجز المفيد في علم
- كتاب في الطب،
- كتاب طب السوق،
- مقالة في نسب النبض وموازنته إلى الحركات الموسيقارية
- مقالة في السبب الذي له خلقت الجبال
- كتاب الأسطقسات، تعاليق ومجربات في الطب